# Якуб Шиканедер
Якуб Шиканедер (чеськ. Jakub Schikaneder, 27 лютого 1855 Прага — 15 листопада 1924 там само) — чеський художник.

## Життєпис
Народився в місті Прага. Походить із німецької родини, серед предків якої був австрієць Еммануїл Шиканедер, автор лібретто до опери Моцарта «Чарівна флейта ».
Родина була незаможною. Але надала можливість сину отримати добру художню освіту. Навчався спочатку в Празі, а потім в місті Мюнхен. Займався як станковим живописом, так і декоративним. Разом з художником Е. К. Лішкою декорував королівську ложу в Народному театрі в Празі. Подорожував по Європі, бував у Франції, Італії, Швейцарії, Голландії, Великій Британії, Шотландії. У 1891—1923 роках працював викладачем в празькій Академії ужиткового мистецтва.
Прихильник побутового жанру. В картинах відтворив дріб'язковий світ небагатих городян, міської чи сільської бідноти, повільну течію життя яких складали хвороби, нудьга, пияцтво, щімлива самотність, скандали, нещасні випадки. Художник був досить обережним у власних оцінках і ніде в творах не доходив до осуду суспільства, залишаючись стороннім спостерігачем, хронікером важкого побуту бідноти.
Помер у Празі.

## Вибрані твори
- «Збори лікарських трав», 1882
- «Інтер'єр з піаністкою», 1883
- «Шляхом до саду», 1886
- «Старенька з дитиною», 1886

Убивство біля дому, 1890 р.

- "Товариство на терасі в Празі ", 1887
- «День Всіх святих», 1888
- «Убивство біля дому», 1890
- «Зимові сутінки», 1899
- "Кутки старої Праги, 1907 "
- «Вечір в передмісті», 1909
- «Прогілянка на молу», 1920

## Галерея

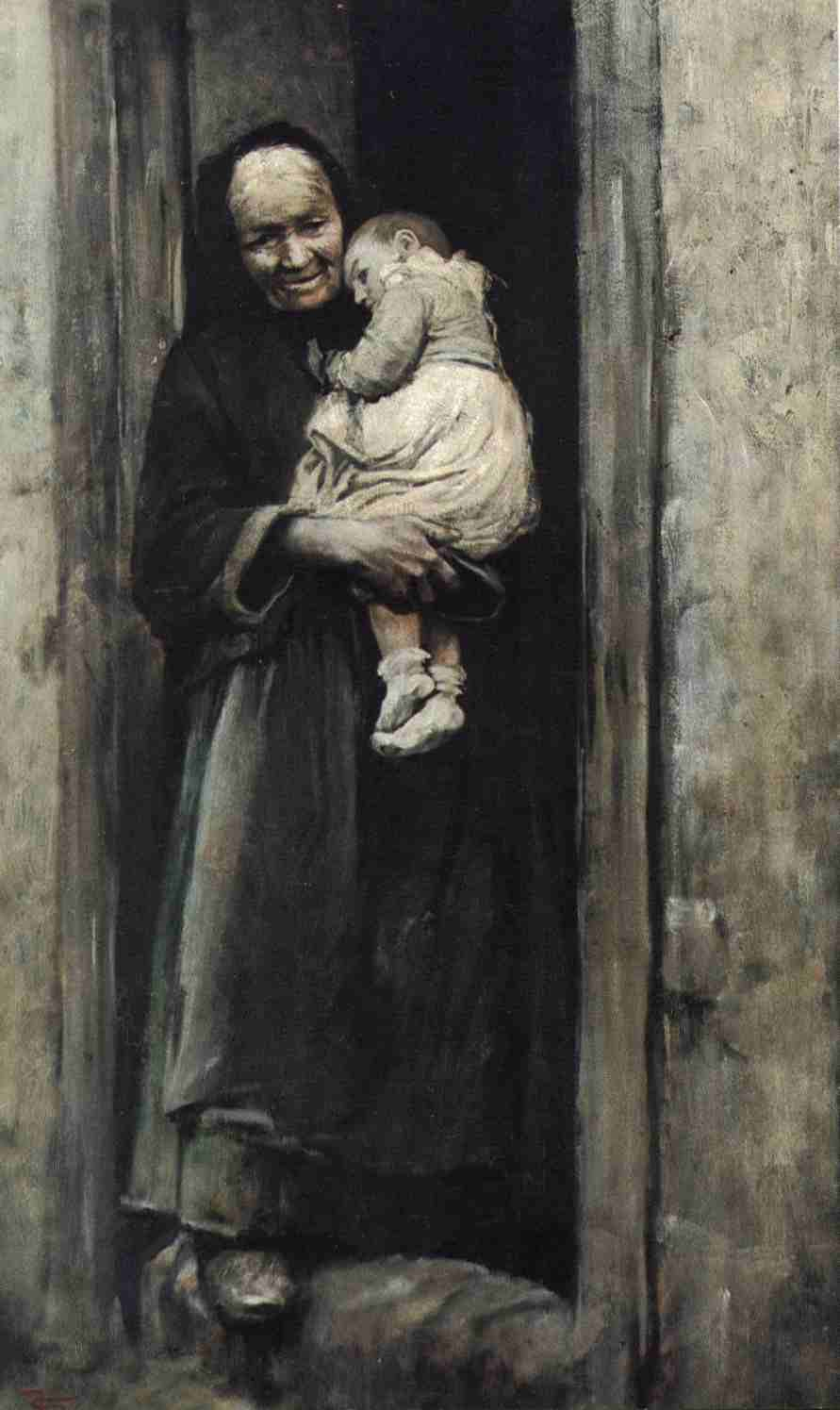
Старенька з дитиною

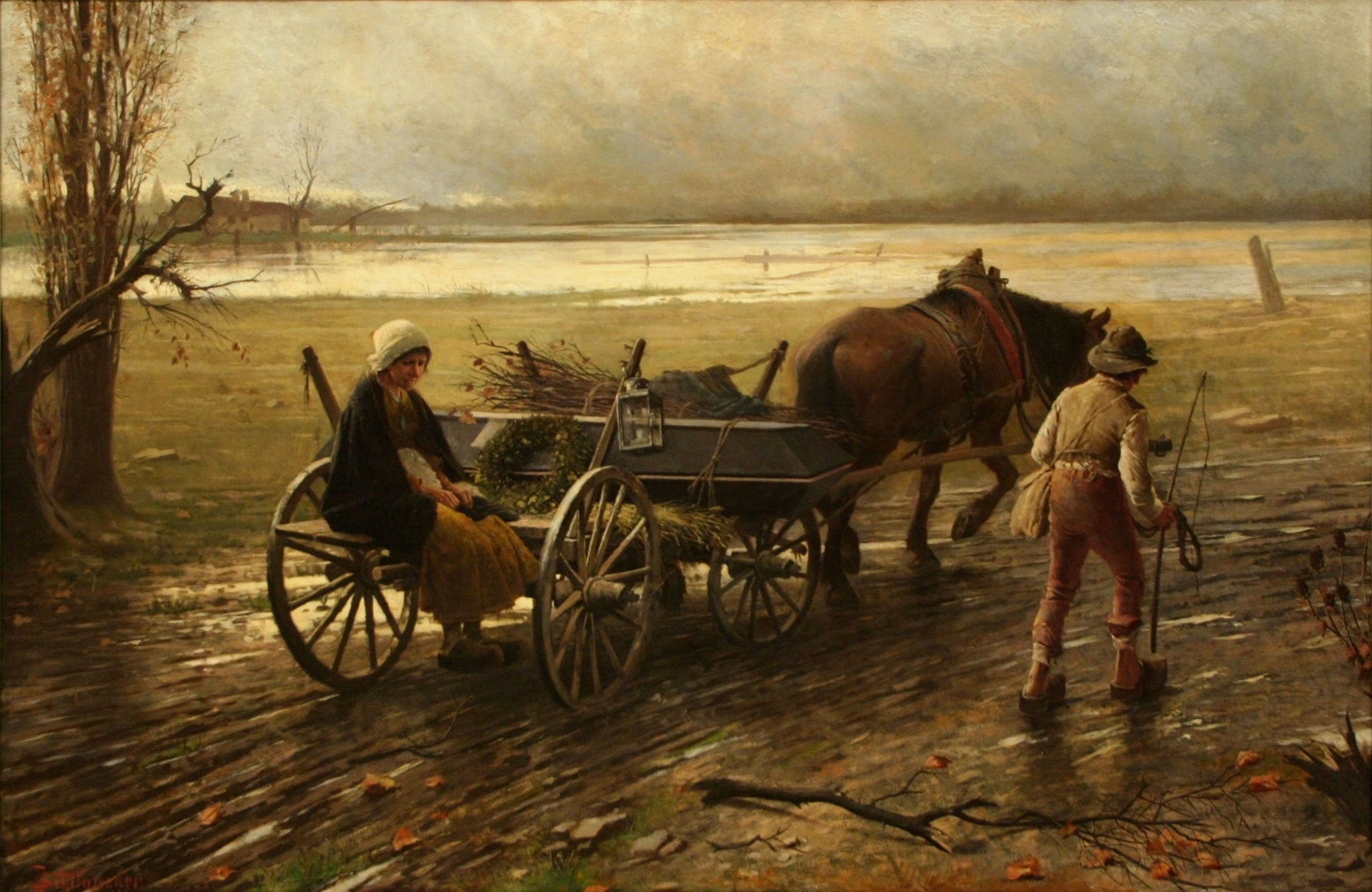
Шляхом до саду, 1886
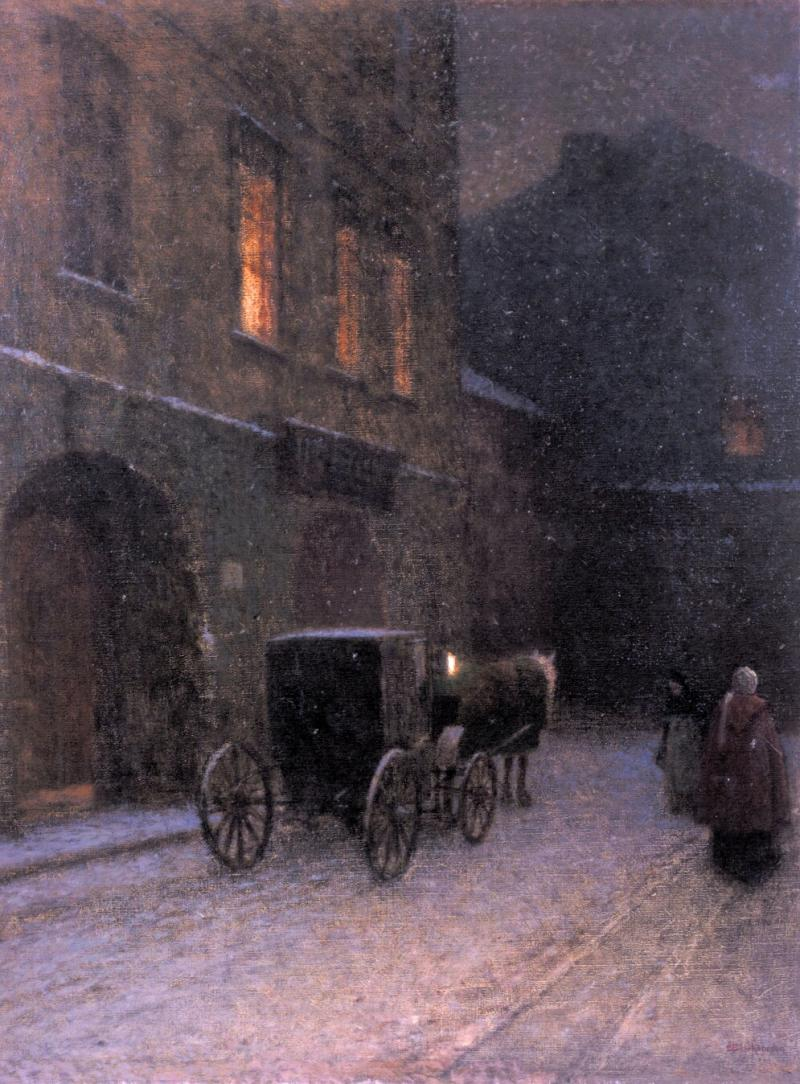
Кутки старої Праги, 1907
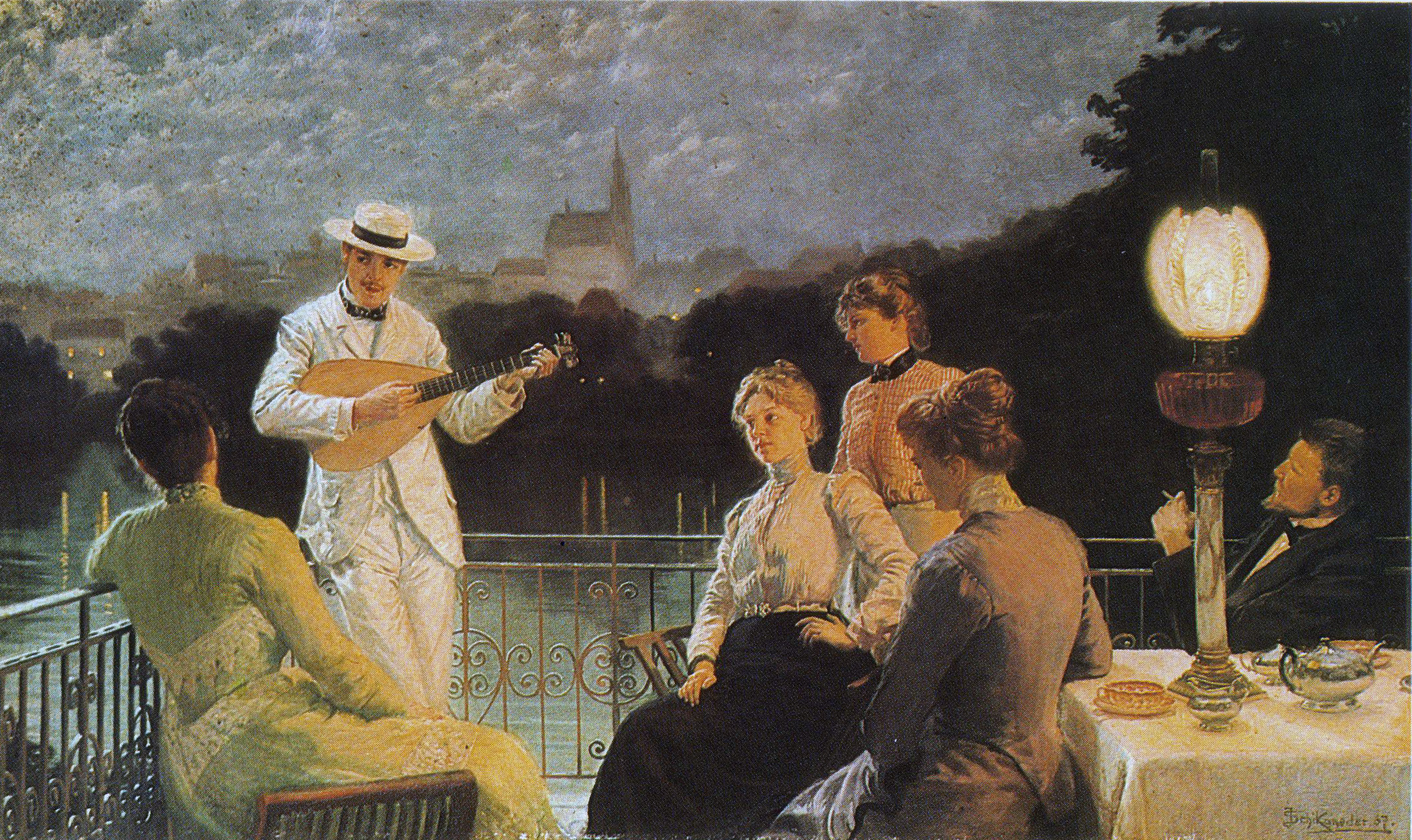
Товариство на терасі в Празі, 1887
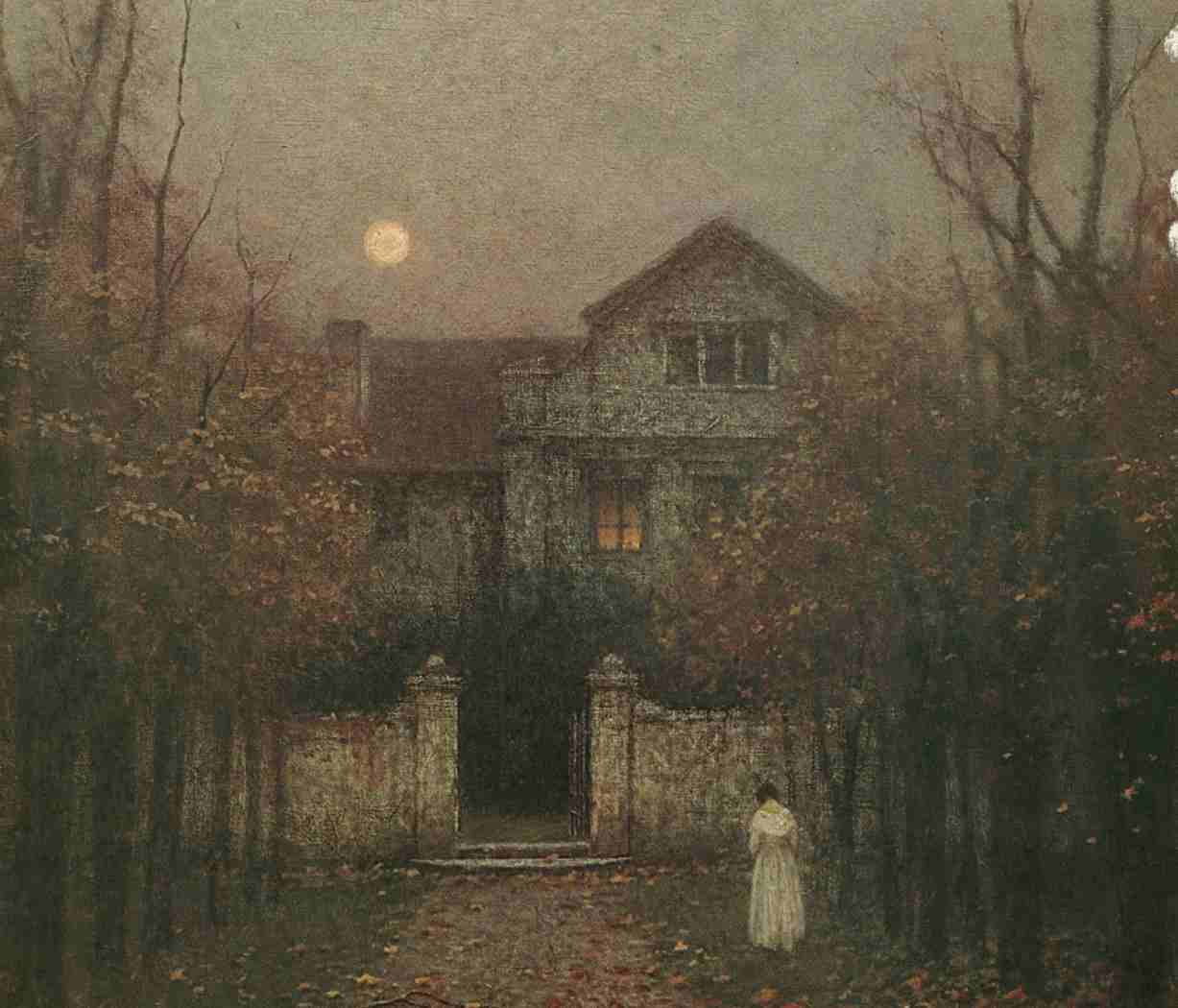
Вечір в передмісті, 1909
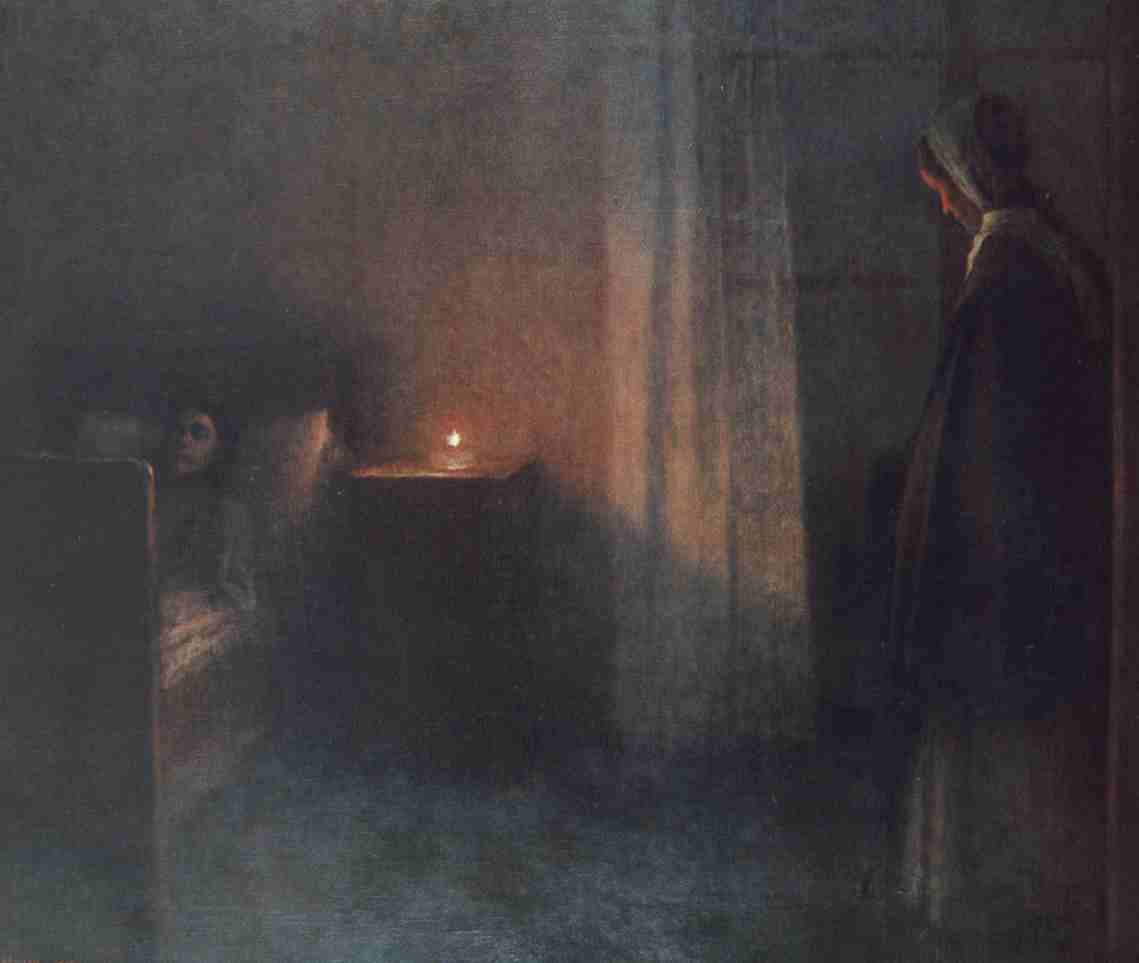
Біля ліжка дівчини, 1910
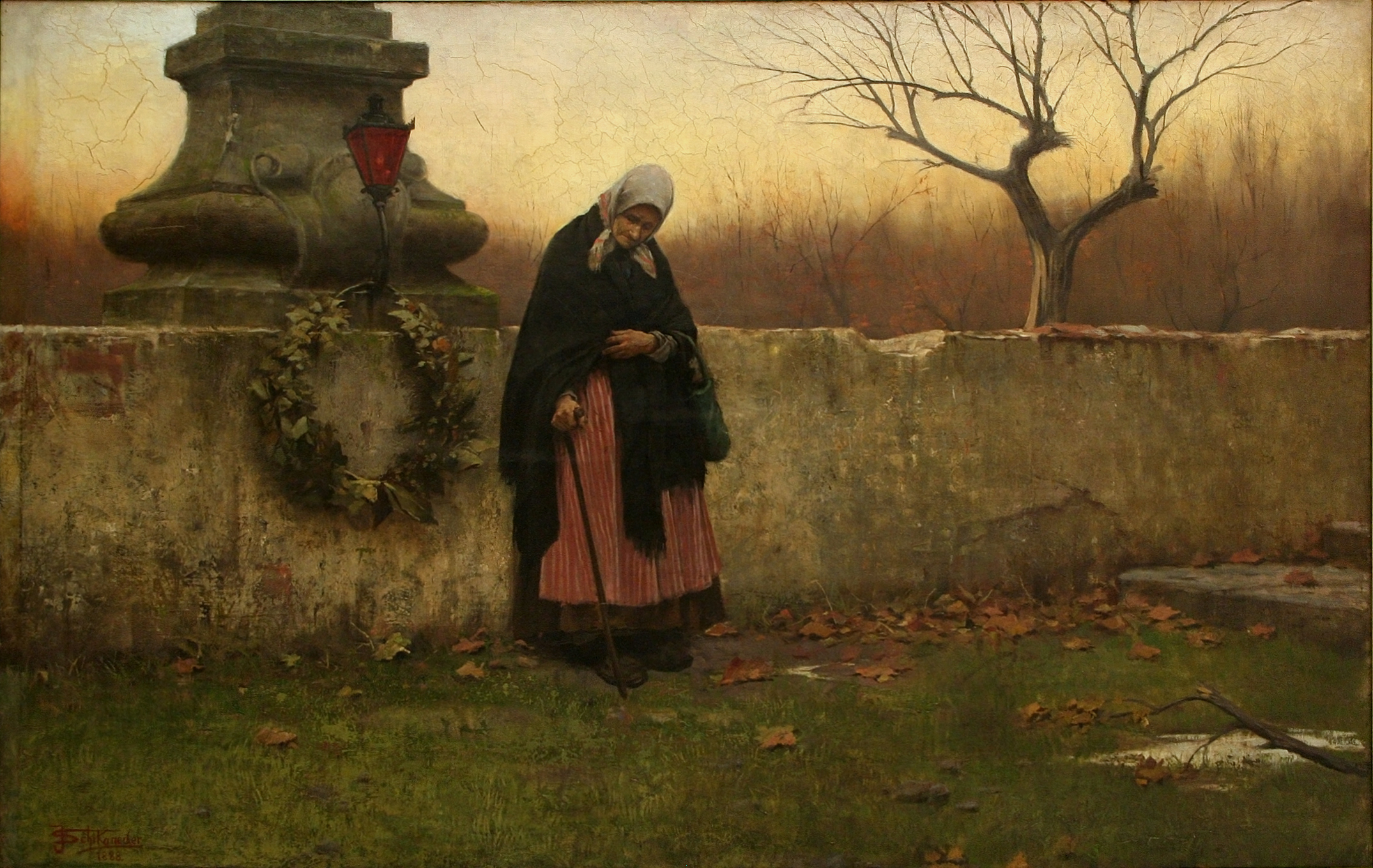
День Всіх святих, 1888
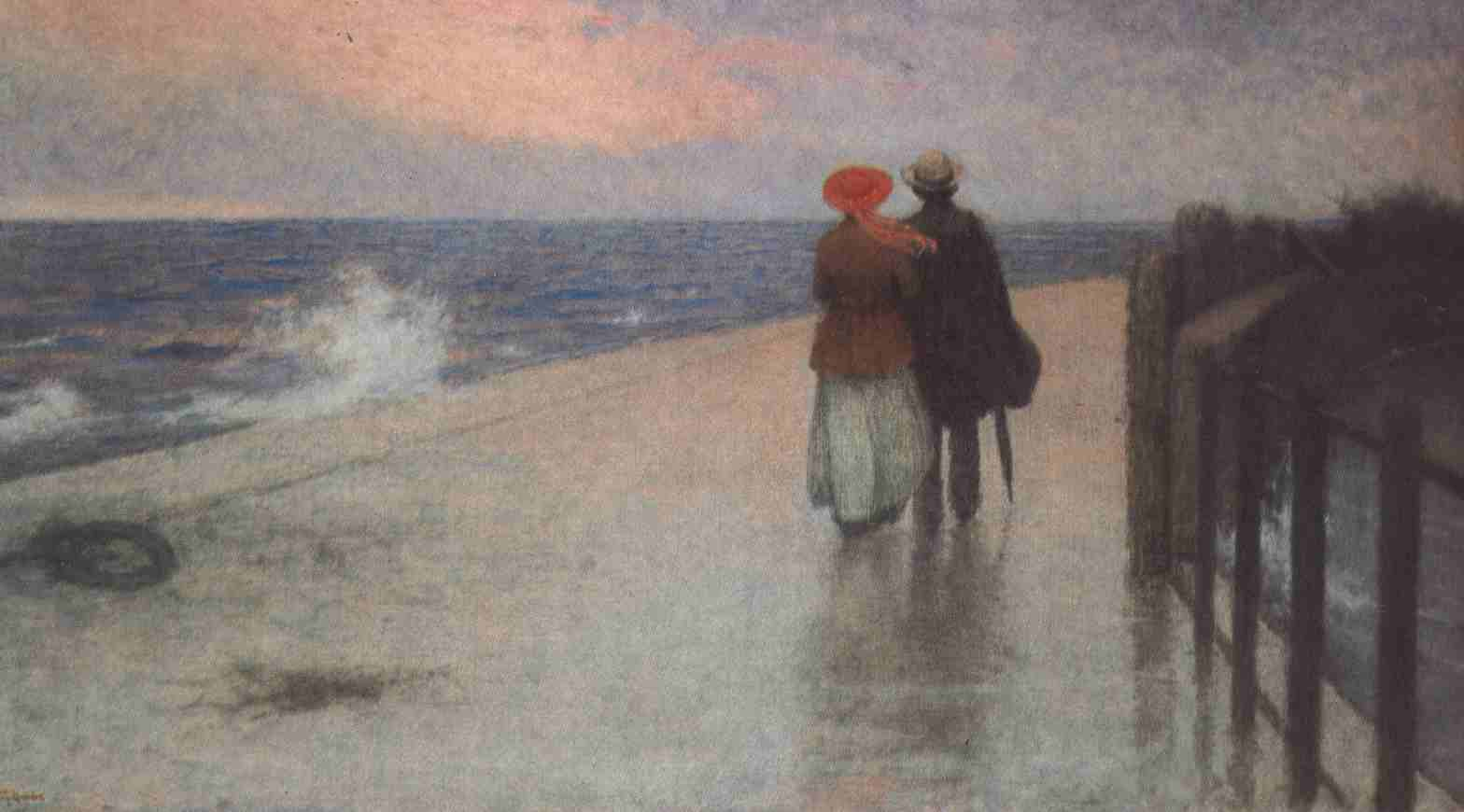
Прогілянка на молу, 1920
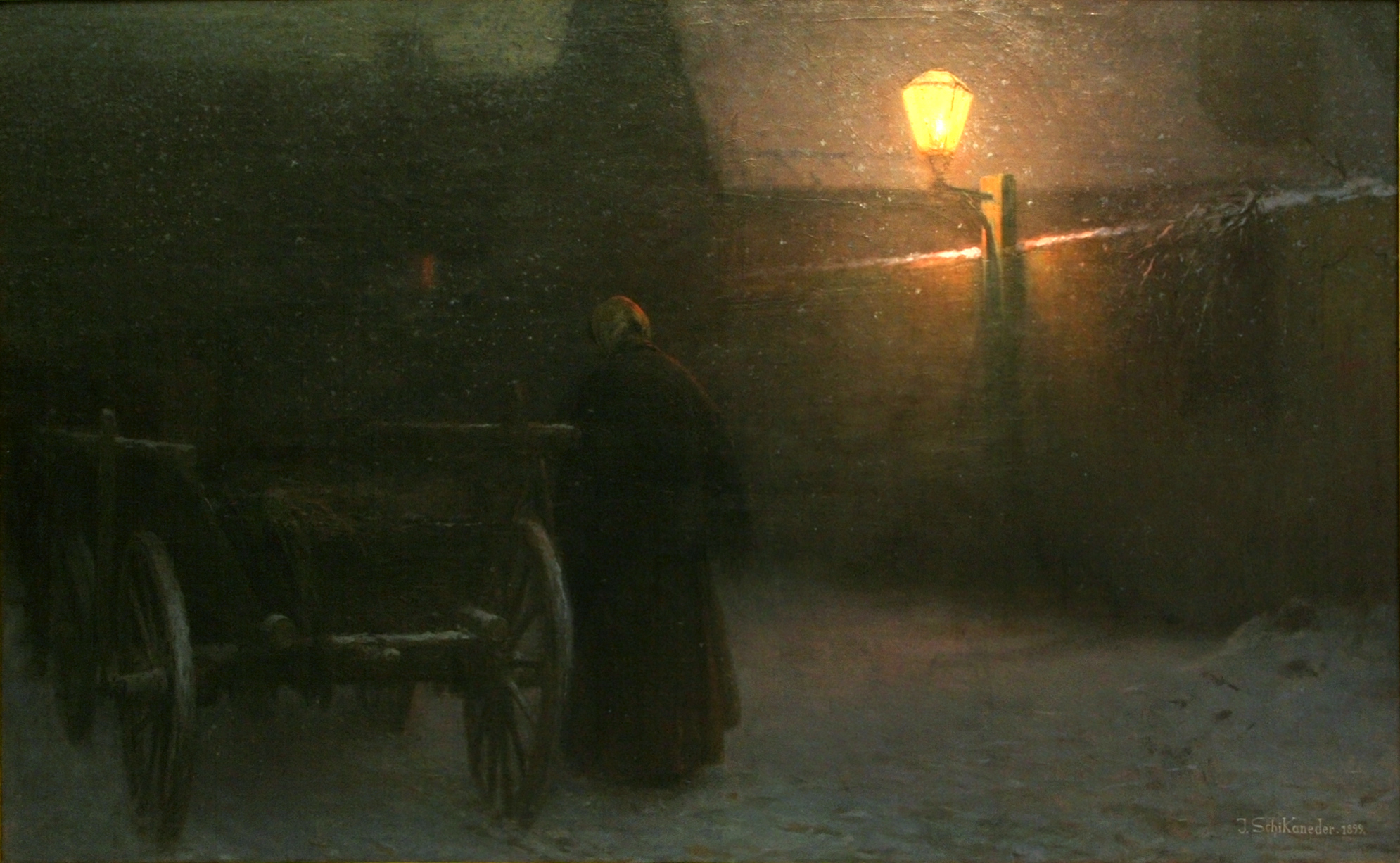
Зимові сутінки
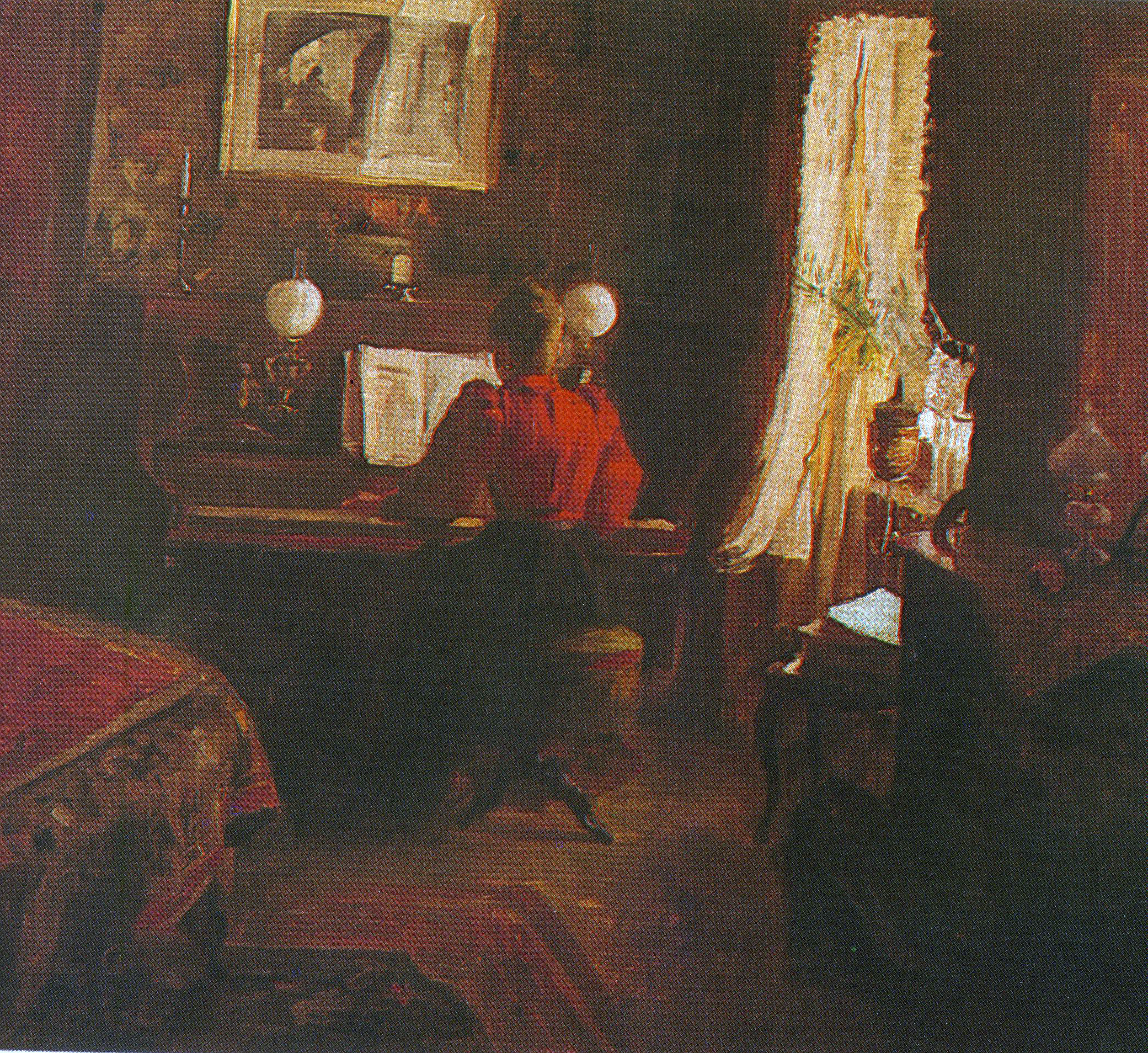
Інтер'єр з піаністкою, 1883